# Needien
Het Needien is een verouderde Nederlandse stratigrafische term. De eenheid vormde onderdeel van de Nederlandse onderverdeling van het Pleistoceen, werd voorafgegaan door het Taxandrien en opgevolgd door het Drenthien. De naam werd voor het eerst in 1948 (in het Nederlands) en 1950 (in het Engels) gebruikt. In 1953 werd van de groeve 'Ten Bokkel Huinink' in de Needse Berg een pollendiagram gepubliceerd. Deze plaats wordt als het stratotype van het Needien beschouwd.
Het Needien werd later gecorreleerd met het Holsteinien. Sindsdien is de term 'Needien' in onbruik geraakt. De meningen over de precieze stratigrafische ouderdom zijn echter nog steeds verdeeld. 
Met 'Needien' werden oorspronkelijk kleilagen met zeer veel Viviparus diluvianus (een zoetwaterslak) bedoeld die werden afgegraven in de Needse Berg, bij het dorp Neede (Provincie Gelderland, Nederland) gedurende de eerste helft van de twintigste eeuw. Deze klei bevatte behalve een interglaciale molluskenfauna, ook zoogdier- en plantenresten.
Het Needien omvatte meer dan wat thans onder Nederlandse afzettingen uit het Holsteinien wordt gerekend:
- De marien-estuariene afzettingen uit Zuidwest Nederland, die thans tot de Formatie van Kreftenheye worden gerekend, en in de veertiger tot zestiger jaren van de twintigste eeuw 'Hoogterras in mariene facies' genoemd.
- De marien-estuariene afzettingen uit Noord-Nederland die thans tot het Interglaciaal van Noordbergum, het vierde interglaciaal van de super-etage Cromerien worden gerekend.

Overigens zijn beide genoemde afzettingen complex van aard en bevatten vrijwel zeker meerdere glaciaal-interglaciaal cycli. De stratigrafie van beide afzettingen is omstreden en de mogelijkheid blijft aanwezig dat zij deels toch met het 'Needien' correleren.
Andere verouderde termen voor deze periode zijn Mindel-Riss Interglaciaal, de 'Horizon van Viviparus diluvianus' en 'Riss-Interstadiaal'. 
| Oude naam                                                                 | Huidige naam | 'Klimaat' |
| ------------------------------------------------------------------------- | ------------ | --------- |
| Holoceen                                                                  | Holoceen     | warm      |
| Tubantien                                                                 | Weichselien  | koud      |
| Eemien                                                                    | Eemien       | warm      |
| Drenthien                                                                 | Saalien      | koud      |
| Needien                                                                   | Holsteinien  | warm      |
| Taxandrien                                                                | Zie tabel 2  | koud      |
| Tiglien & Icenien                                                         | Tiglien      | warm      |
| Amstelien                                                                 | Pretiglien   | koud      |
| Tabel 1 - Indeling van het Pleistoceen volgens Van der Vlerk & Florschütz |              |           |

## Fauna
Mollusken behoorden tot de algemeenste dieren in de Klei van Neede van de Needse Berg. De fauna is vooral karakteristiek door een hoog aandeel riviersoorten waarvan een deel uitgestorven is of thans niet meer in West-Europa leeft. Belangrijk zijn: Viviparus diluvianus, Borysthenia naticina, Parafossarulus crassitesta, Bithynia troscheli, Belgrandia marginata en Pisidium clessini. Er zijn niet erg veel zoogdierfossielen gevonden, maar zij zijn wel belangrijke biostratigrafische markers. Onder andere zijn bekend: Trogontherium cuvieri, Arvicola terrestris cantiana en Dicerorhinus mercki.

## Flora
Uit dezelfde klei zijn zaden en andere plantenresten bekend van onder andere: Euryale sp., druif (Vitis vinifera), Pirus sp. Van de Grote kroosvaren (Azolla filiculoides) zijn macrosporen gevonden.